# 6ns Japan Record Awards
La gala dels 6ns Japan Record Awards es va celebrar el 26 de desembre de 1964 al saló públic de Hibiya de Tòquio i fou emés en directe per la Tokyo Broadcasting System (TBS) i la seua xarxa de canals afiliats. L'esdeveniment tingué lloc a les 15:00 hores (hora japonesa). El presentador fou en Takayuki Akutagawa per cinquena i darrera vegada en la història del certàmen.
En aquesta edició, el Gran Premi del certàmen fou per a Kazuko Aoyama per la cançó "Ai to Shi wo Mitsumete" (愛と死をみつめて), una jove de 18 anys que fou el segon premiat menor d'edat després del duo de Yukio Hashi i Sayuri Yoshinaga, els quals tenien 19 i 17 anys respectivament, a l'edició de 1962, la quarta. Nippon Columbia, el segell discogràfic de la guanyadora també era el de els guanyadors dels premis a l'artista novell i a la cançó infantil. Els guanyadors del premi a l'artista novell foren Teruhiko Saigō i Harumi Miyako.
El nombre de cançons que es presentaren a aquesta edició fou de 671, 546 cançons comunes, 85 per al premi de cançó infantil i 40 LPs. Finalment, les cançons candidates al Gran Premi foren només 8. La cançó "Shiawasenara Te wo Tatakō", fou exclosa de la competició degut a que no era una obra original, sinó una adaptació d'una cançó tradicional estatunidenca.
L'índex d'audiència baixà 6,1 punts respecte l'anterior edició, arribant a un 14,6% d'audiència.

## Premiats
| Gran Premi (大賞) | Premi al millor vocalista (歌唱賞)          |
| --- | ------------------------------------------- |
| - Kazuko Aoyama per "Ai to Shi wo Mitsumete"                                                                                        | - Yōko Kishi per "Yoake no Uta"             |
| Premi a l'artista novell (新人賞)                                                                                                   | Premi al millor lletrista (作詩賞)          |
| - Teruhiko Saigō per "Kimi Dake wo" - Teruhiko Saigō per "17-sai no Kono Mune ni" - Harumi Miyako per "Anko Tsubaki wa Koi no Hana" | - Tokiko Iwatani per "Una Sera di Tokio"    |
| Premi al millor compositor (作曲賞)                                                                                                 | Premi al millor arranjador (編曲賞)         |
| - Hiroshi Miyagawa per "Una Sera di Tokio"                                                                                          | - Shinzō Teraoka per "Ozashiki Kouta"       |
| Premi a la millor planificació (企画賞)                                                                                             | Premi a la cançó infantil (童謡賞)          |
| - King Records per "Natsukashi no Asakusa Opera"                                                                                    | - Otowa Yurikago Kai per "One Two Three Go" |
| Premi especial (特別賞) |                                             |
| - Haruo Minami per "Tōkyō Gorin Ondō"                                                                                               |                                             |